# Геморрагическая болезнь новорождённых
Геморрагическая болезнь новорождённых — коагулопатия, которая возникает у ребёнка между 24 и 72 часами жизни и часто связана с нехваткой витамина K. Как следствие его дефицита развивается недостаток производства в печени факторов свертывания II, VII, IX, X, C, S.

## Причины
Сравнительно низкий уровень витамина K у новорождённых вызван несколькими причинами. Они имеют пониженные запасы витамина, витамин плохо проходит через плаценту, его может быть мало в молоке и микрофлора кишечника ещё не развита (в норме витамин K производится бактериями в кишечнике).

## Опасности
Заболевание приводит к увеличению риска кровотечений. Наиболее частые места кровотечений: пупок, слизистые, ЖКТ, при обрезании и внутривенных инъекциях (venipuncture).

## Лечение
Лечение состоит в добавлении в рацион витамина K. Он часто дается новорождённым вскоре после рождения в профилактических целях.